# حميد عباس
حميد عباس (مواليد 16 أبريل 1988) لاعب كرة قدم إماراتي يجيد اللعب في الوسط.
لعب سابقاً لأندية النصر والأهلي و الوصل و الفجيرة و حتا.

## روابط خارجية
- حميد عباس على موقع Soccerway.com (الإنجليزية)